# Être ou ne pas être (roman)
Pour les articles homonymes, voir être ou ne pas être.
Être ou ne pas être (At være eller ikke være) est le dernier des six romans écrits par Hans Christian Andersen. Il a été publié en 1857.
Ce roman a été traduit en français en 1995 par Régis Boyer pour la parution des œuvres complètes d'Andersen dans la Bibliothèque de la Pléiade.